# 생극면
생극면(笙極面)은 대한민국 충청북도 음성군의 면이다. 음성군 북부에 위치해 있다. 충주시 신니면과 경계를 이룬다.

## 행정 구역
- 관성리(館城里, 1~4리)
- 도신리(道新里)
- 방축리(防築里)
- 병암리(屛巖里, 1~4리)
- 생리(笙里, 1~3리)
- 송곡리(松谷里 1~2리)
- 신양리(新陽里, 1~4리): 행정복지센터 소재지
- 오생리(五笙里, 1~2리)
- 임곡리(林谷里)
- 차곡리(車谷里)
- 차평리(車坪里, 1~2리)
- 팔성리(八聖里, 1~3리)

## 주요기관
교육기관
- 생극초등학교
- 생극중학교

의료기관
- 음성군보건소 생극보건지소
  - 차평보건진료소
  - 관성보건진료소

관광
- 수레의산자연휴양림